# Fernandez (cratère)
Pour les articles homonymes, voir Fernandez.
Fernandez est un cratère d'impact à la surface de Vénus. 
Le cratère a ainsi été nommé par l'Union astronomique internationale en 1985 en hommage à la comédienne espagnole Maria Antonia Fernández (XVIIIe siècle).  
Son diamètre est de 23,70 km. Il se situe dans la région du quadrangle de Snegurochka Planitia (quadrangle V-01). 